# Ogiwara Rokuzan

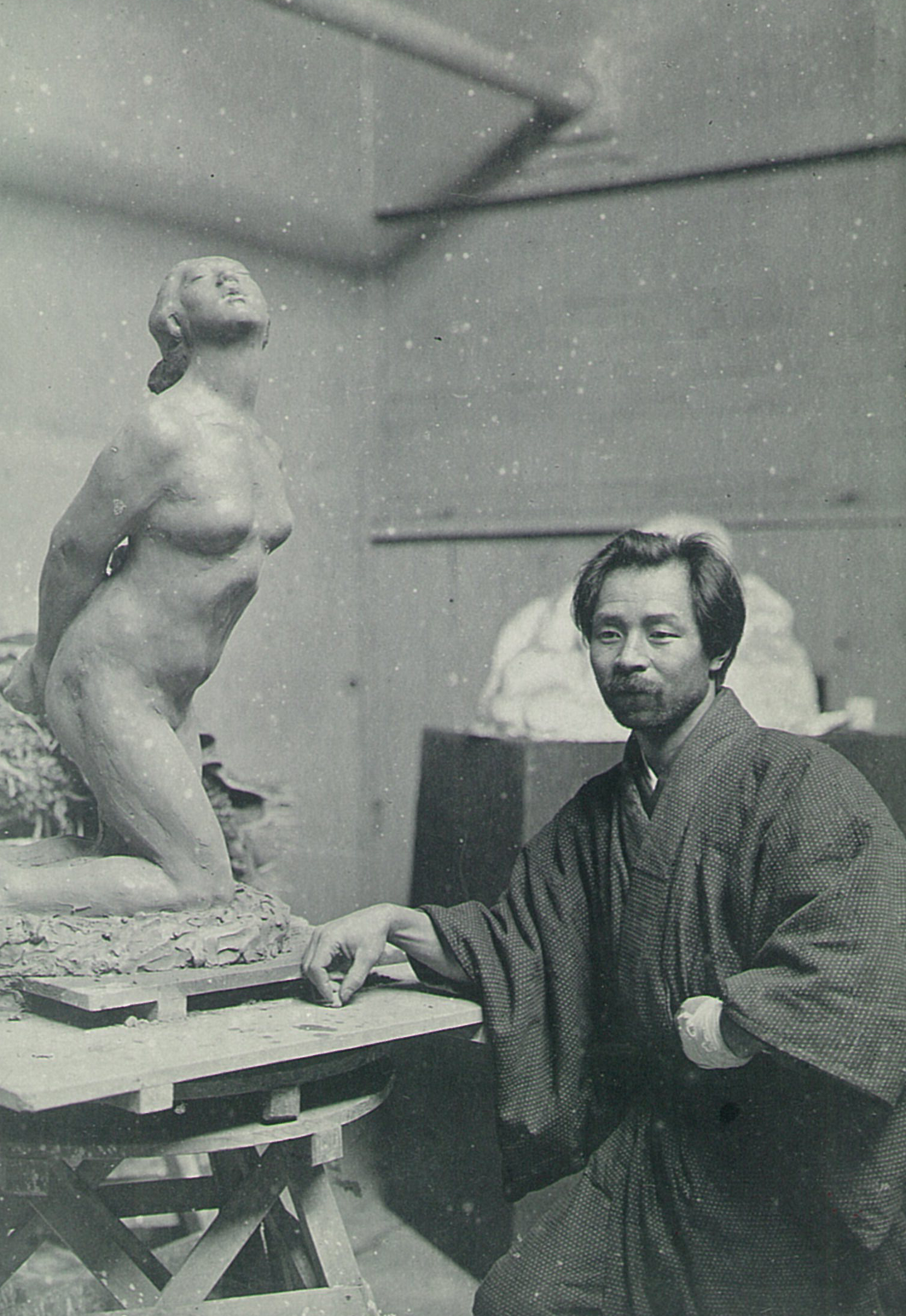
Ogiwara vor der „Jungen Frau“

Ogiwara Rokuzan (japanisch 荻原 碌山, wirklicher Name, unter dem er häufig zitiert wird: Ogiwara Morie (荻原 守衛); * 1. Dezember 1879 in Hotaka, Landkreis Minamiazumino (南安曇郡穂高町, heute: Azumino), Präfektur Nagano; † 22. April 1910) war ein japanischer Bildhauer.

## Leben
Ogiwara ging 1899 nach Tōkyō und studierte Ölmalerei in Koyama Shōtarōs Schule Fudōsha (不同社). 1901 reiste er nach New York, und während er mit vielen Schwierigkeiten kämpfte, verbrachte er die nächsten sieben Jahre in Amerika und Europa. In New York war er bis zum Herbst 1903, reiste dann nach Paris. Vom Juni 1905 bis zum September 1906 war er wieder in New York, kehrte dann wieder nach Paris zurück. In New York studierte er für kurze Zeit an der „Art Students‘ League“, wo er Tobari Kogan traf, und in Paris an der „Académie Julian“ unter Jean-Paul Laurens. Was aber die größte Wirkung auf ihn hatte, war die Skulptur „Der Denker“ von Auguste Rodin, die er am Ende seines ersten Aufenthaltes gesehen hatte. Er sah in der Zeit sowohl Rodin (1907) als auch Antoine Bourdelles, die ihm Rat gaben, als er sich entschloss, sich der Bildhauerei zuzuwenden. – Im Dezember 1907 verließ Ogiwara Paris und beschloss seine Kunststudien mit einer Reise durch Italien und Griechenland. Von Kairo aus kehrte er nach Japan zurück, das er im März 1908 erreichte.
Nach seiner Rückkehr reichte Ogiwara zwei Arbeiten auf der 2. Bunten-Ausstellung ein, die in Europa entstanden waren, „Torso einer Frau“ (女のトルソ, Onna no toruso) und „Bergmann“ (坑夫, Kōfu), und eine weitere Arbeit, „Mongaku“ (文覚), ein Mönch des 17. Jahrhunderts. Mongaku erhielt einen 3. Preis, aber die anderen beiden Skulpturen waren zurückgewiesen worden: als Grund wurde angegeben, „sie seien unfertig“. Ein weiteres Werk ist „Verzweiflung“ (デスペア, Desupea), eine sich niederwerfende Frau, aus dem Jahr 1909. Ogiwaras Beitrag zur Bunten-Ausstellung im folgenden Jahr, die Skulptur „Hōjō Torakichi“ (北条 寅吉像) wurde wieder mit einem 3. Preis ausgezeichnet. Sein bekanntestes Werk „Junge Frau“ (女, Onna), das im letzten Lebensjahr 1920 geschaffen wurde, ist – wie auch die Skulptur des Hōjō Torakichi – als Wichtiges Kulturgut Japans deklariert worden. Im Jahr 1980 brachte die Japanische Post eine 50-Yen-Marke heraus, die die Skulptur „Junge Frau“ zeigt.
Ogiwaras Hauptwerk, die Junge Frau, ist ein bemerkenswertes Beispiel einer Skulptur aus der Meiji-Zeit, als sich die Gesellschaft nur langsam von den vormals feudalen Strukturen löste und es noch schwierig war, einfach jugendlich frei zu sein. Hilfreich waren für ihn dazu die Begegnungen mit Rodin und Bourdelle.
In Ogiwaras Heimat, in besteht ein seinem Werk gewidmetes Museum Rokuzan Bijutsukan.

## Bilder

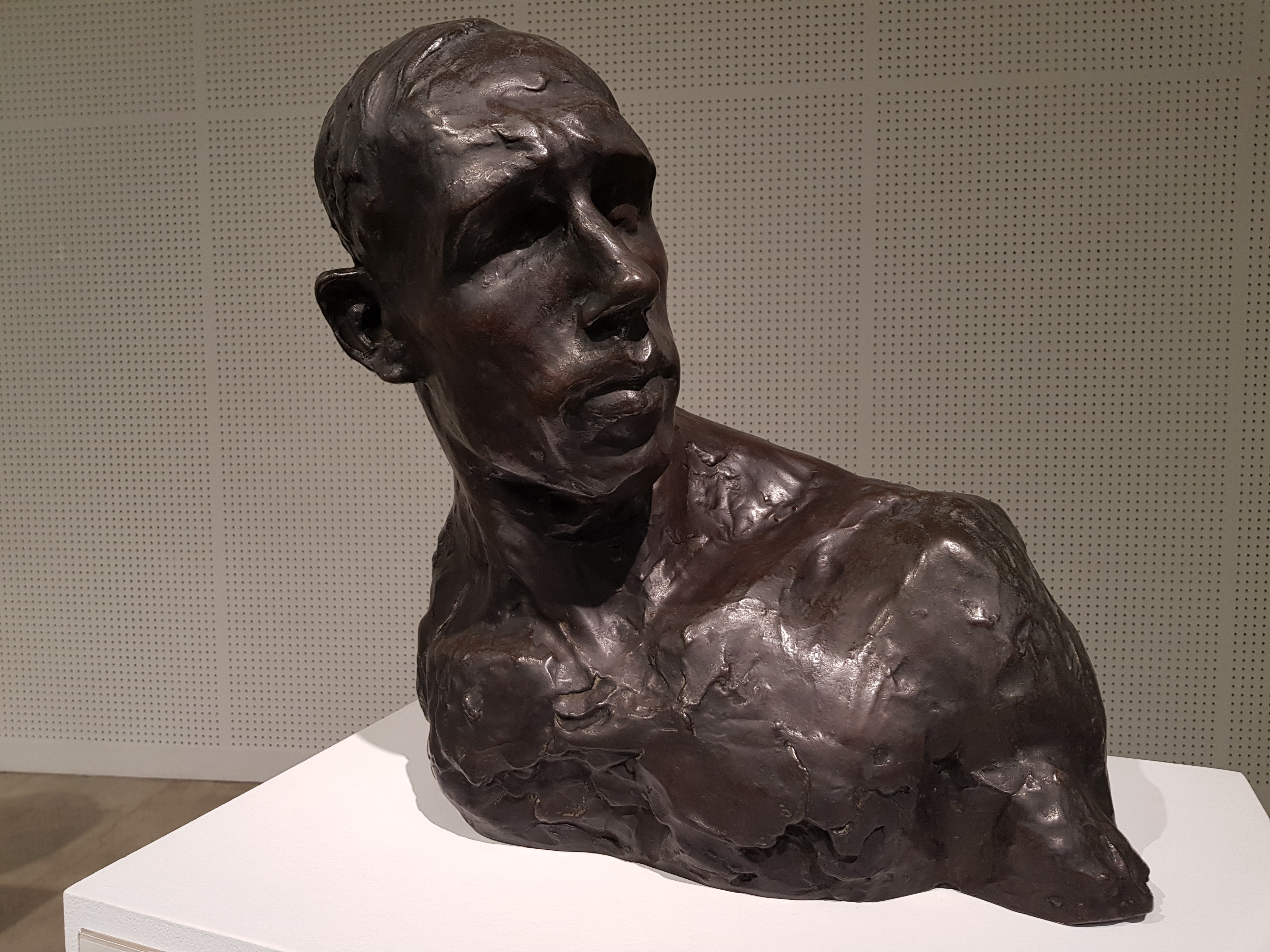
Bergmann, 1907
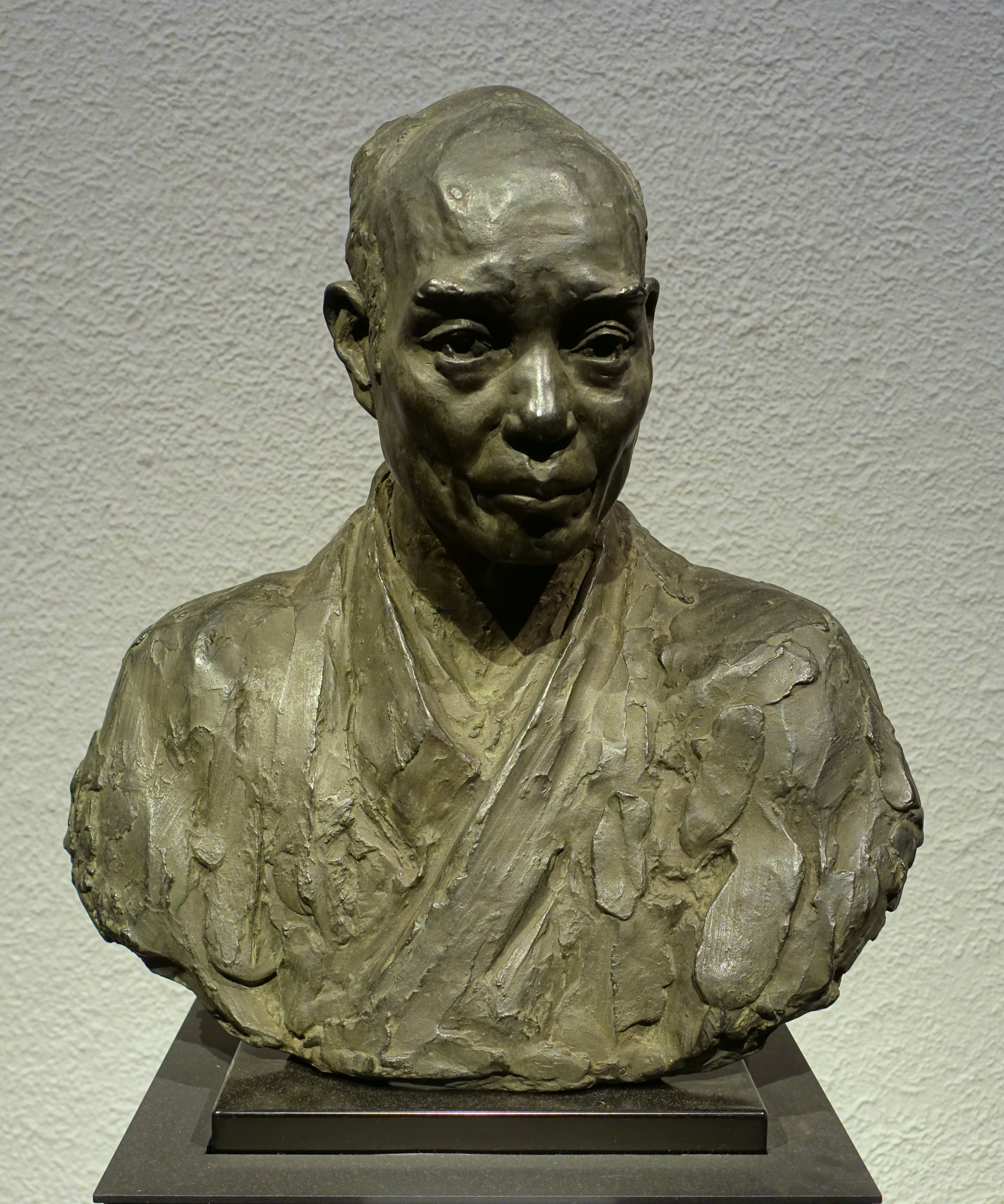
Hōjō Torakichi, 1909
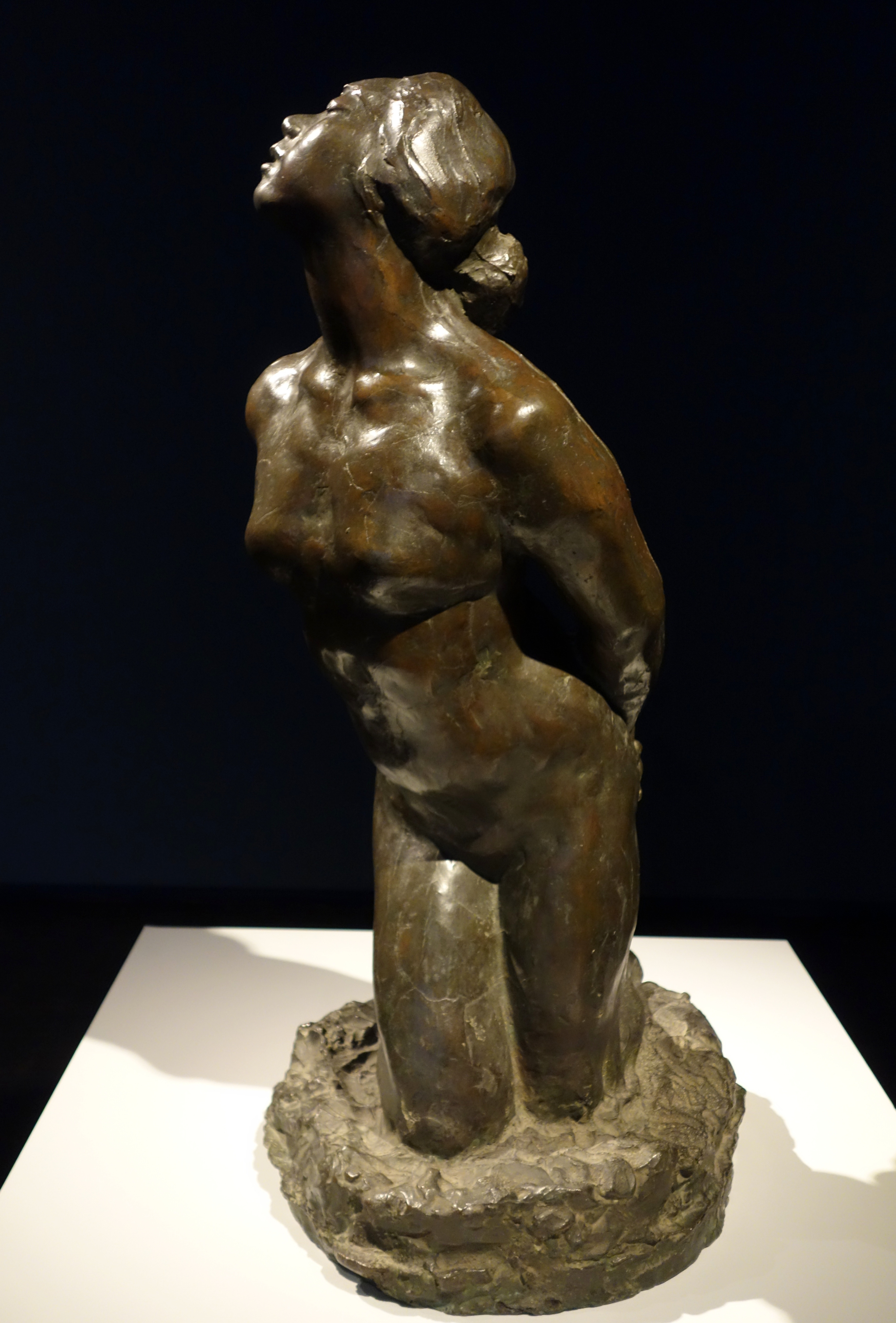
Frau, 1910
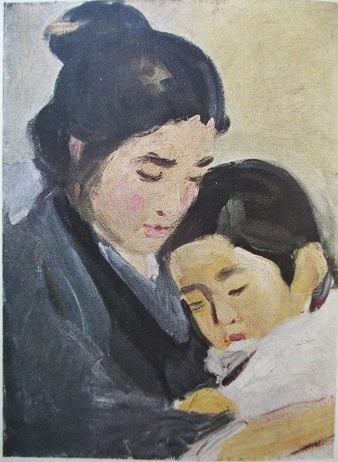
Mutter und Kind, 1910